# Уайтинг (авиационная база)

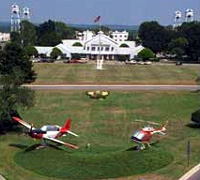
Панорама базы

Авиационная база Уайтинг (англ. Naval Air Station Whiting Field) — база Военно-морских сил США, находится вблизи города Милтон (округ Санта-Роза штата Флорида). Является одной из двух главных баз ВМС по обучению пилотов (другая — Корпус-Кристи, штат Техас). На базе также проходят обучение пилоты корпуса морской пехоты, береговой охраны, и ВВС, а также пилоты из стран союзников. Аэродром Уайтинг является домом 5-го учебного авиаполка.
Уайтинг Аэродром состоит из двух отдельных аэродромов с общей базой обеспечения. Студенты начального курса пилотажа тренируются на самолетах T-34C «Turbo Mentor» на Уайтинг Аэродром-Север, студенты старших вертолетных курсов используют вертолеты TH-57 «Си Рейнджер» на Уайтинг Аэродром-Юг.

## Эскадрильи
| T-34C Turbo Mentor | TH-57 Sea Ranger |
| --- | --- |
| - «Дуэрбёрдз» (Рабочие птицы) (англ. VT-2 Doerbirds) - «Рэд Найтз» (Красные рыцари) (англ. VT-3 Red Knights) - «Шутерз» (Стрелки) (англ. VT-6 Shooters) | - «Эйтболлерз» (Лихачи) (англ. HT-8 Eightballers) - «Виджилэнт Иглз» (Бдительные орлы) (англ. HT-18 Vigilant Eagles) |

## Внешние аэродромы
- Барин (Дополнительное поле для одиночных полетов студентов: Район 1)
- Брютон (Дополнительное поле для одиночных полетов студентов: Район 2)
- Чоктоу (Беспилотная авиация)
- Эвергрин (Главное поле для одиночных полетов студентов: Район 2)
- Гаролд
- Холли
- Пэйс (Вертолетное поле)
- Санта-Роза (Вертолетное поле)
- Софле (Закрыто после урагана Айвин)
- Силверхил (Район 1)
- Спэнсер (Вертолетное поле)
- Саммэрдэйл (Район 1)